# John Corbett
John Joseph Corbett Jr. (Wheeling, 9 maggio 1961) è un attore e cantante statunitense.

## Biografia
Inizia a farsi conoscere grazie al ruolo di Chris Stevens nella serie tv Un medico tra gli orsi, ruolo che ricopre dal 1990 al 1995. È conosciuto anche per la sua partecipazione al film Il mio grosso grasso matrimonio greco, di cui è protagonista. Partecipa alla serie tv Sex and the City, dove interpreta Aidan, che vive un'intensa storia d'amore con Carrie Bradshaw, interpretata da Sarah Jessica Parker. Recita anche nei film Quando l'amore è magia - Serendipity, Quando meno te lo aspetti di Garry Marshall, Se ti investo mi sposi? con Kim Basinger, Nata per vincere con Hilary Duff, Miracolo a novembre con Sarah Paulson e nell'horror The Messengers. Nel 2006 pubblica un album country intitolato semplicemente John Corbett, lanciato dal primo singolo Good to Go. Dal 2023 al 2025 ha ripreso il suo ruolo di Aidan Shaw nel revival di Sex and the City, And Just Like That....

## Vita privata
Figlio unico, Corbett è stato educato dalla chiesa cattolica, ma è un cristiano rinato.  Nel dicembre 2020, in piena pandemia COVID-19 si è sposato con la sua partner dal 2002, l'attrice statunitense Bo Derek. "Non volevamo che il 2020 fosse quella cosa per cui tutti guardandosi indietro avrebbe provato odio - ha detto l'attore -. Abbiamo pensato che dopo vent'anni sposarsi sarebbe stata una cosa bella da fare". Non ha avuto figli.

## Filmografia

### Cinema
- L'ultimo attacco (Flight of the Intruder), regia di John Milius (1991)
- Tombstone, regia di George Pan Cosmatos (1993)
- Non guardare indietro (Don't Look Back), regia di Geoff Murphy (1996)
- In fuga a Las Vegas (Wedding Bell Blues), regia di Dana Lustig (1996)
- Vulcano - Los Angeles 1997 (Volcano), regia di Mick Jackson (1997)
- Dinner Rush, regia di Bob Giraldi (2000)
- Quando l'amore è magia - Serendipity (Serendipity), regia di Peter Chelsom (2001)
- Il mio grosso grasso matrimonio greco (My Big Fat Greek Wedding), regia di Joel Zwick (2002)
- Quando meno te lo aspetti (Raising Helen), regia di Garry Marshall (2004)
- Se ti investo mi sposi? (Elvis Has Left the Building), regia di Joel Zwick (2004)
- Nata per vincere (Raise Your Voice), regia di Sean McNamara (2004)
- Più grande del cielo (Bigger Than the Sky), regia di Al Corley (2005)
- Un sogno troppo grande (Dreamland), regia di Jason Matzner (2006)
- The Messengers, regia di Oxide Pang Chun (2007)
- La notte non aspetta (Street Kings), regia di David Ayer (2008)
- The Burning Plain - Il confine della solitudine (The Burning Plain), regia di Guillermo Arriaga (2008)
- Sesso, bugie e... difetti di fabbrica (Baby on Board), regia di Brian Herzlinger (2009)
- 5 appuntamenti per farla innamorare (I Hate Valentine's Day), regia di Nia Vardalos (2009)
- Sex and the City 2, regia di Michael Patrick King (2010)
- Ramona e Beezus (Ramona and Beezus), regia di Elizabeth Allen (2010)
- Kiss Me, regia di Jeff Probst (2014)
- Il ragazzo della porta accanto (The Boy Next Door), regia di Rob Cohen (2015)
- Il mio grosso grasso matrimonio greco 2 (My Big Fat Greek Wedding 2), regia di Kirk Jones (2016)
- Tutte le volte che ho scritto ti amo (To all the boys I've loved before), regia di Susan Johnson (2018)
- The Silence, regia di John R. Leonetti (2019)
- 47 metri - Uncaged (47 Meters Down: Uncaged), regia di Johannes Roberts (2019)
- P. S. Ti amo ancora (To All the Boys: P.S. I Still Love You), regia di Michael Fimognari (2020)
- Tua per sempre (To All the Boys: Always and Forever, Lara Jean), regia di Michael Fimognari (2021)
- Il mio grosso grasso matrimonio greco 3 (My Big Fat Greek Wedding 3), regia di  Nia Vardalos (2023)

### Televisione
- Un medico tra gli orsi (Northern Exposure) - serie TV (1990-1995)
- 72 ore (The Sky's on Fire), regia di Dan Lerner - film TV (1998)
- Sex and the City - serie TV, 22 episodi (2000-2003)
- Pericolo imminente (On Hostile Ground), regia di Mario Azzopardi - film TV (2000)
- Prancer - Una renna per amico (Prancer Returns), regia di Greg Taylor (2001)
- Nora Roberts - Montana Sky (Montana Sky), regia di Mike Robe – film TV (2007)
- Miracolo a novembre (November Christmas), regia di Robert Harmon - film TV (2010)
- United States of Tara - serie TV (2009-2011)
- Parenthood - serie TV (2010-2015)
- Ricochet - La maschera della vendetta (Ricochet), regia di Nick Gomez – film TV (2011)
- I-5 - Il killer dell'autostrada - film TV (2011)
- NCIS: Los Angeles - serie TV, 2 episodi (2013)
- Rebel - serie TV, 10 episodi (2021)
- XO, Kitty - serie TV, episodio 1x01-1x10 (2023)
- How I Met Your Father – serie TV, episodi 2x09-2x10-2x11 (2023)
- And Just Like That... – serie TV, 12 episodi (2023-2025)

## Doppiatori italiani
Nelle versioni in italiano delle opere in cui ha recitato, John Corbett è stato doppiato da:
- Vittorio Guerrieri in Il mio grosso grasso matrimonio greco, Quando meno te lo aspetti, Se ti investo mi sposi?, Nata per vincere, Sesso, bugie e... difetti di fabbrica, 5 appuntamenti per farla innamorare, Sex and the City 2, Nora Roberts - Montana Sky, Il mio grosso grasso matrimonio greco 2, XO, Kitty, How I Met Your Father, And Just Like That..., Il mio grosso grasso matrimonio greco 3
- Fabrizio Pucci in United States of Tara, Parenthood (st.2-3), 47 metri - Uncaged
- Alessandro Maria D'Errico in Tutte le volte che ho scritto ti amo, P.S. Ti amo ancora, Tua per sempre
- Pasquale Anselmo in Sex and the City (st. 3), NCIS: Los Angeles
- Tonino Accolla in Vulcano - Los Angeles 1997
- Fabio Boccanera in Quando l'amore è magia - Serendipity
- Marco Balzarotti in Prancer - Una renna per amico[2]
- Simone Mori in The Messengers
- Riccardo Rossi in La notte non aspetta
- Enrico Di Troia in Burning Plain - Il confine della solitudine
- Andrea Ward in Ramona e Beezus
- Fabrizio Temperini in Un medico tra gli orsi
- Francesco Pannofino in Sex and the City (st. 4)
- Massimiliano Alto in Sex and the City (ep. 6x01)
- Alberto Bognanni in Parenthood (st. 5)
- Nicola Marcucci in Miracolo a novembre
- Luca Ward ne Il ragazzo della porta accanto
- Massimo Rossi in I-5 - Il killer dell'autostrada
- Mauro Gravina in The Silence